# Reeënhorzel
De reeënhorzel (Cephenemyia stimulator) is een vliegensoort uit de familie van de horzels (Oestridae). De wetenschappelijke naam van de soort is voor het eerst geldig gepubliceerd in 1851 door Clark.